# Камен Хаджиев
Камен Гълъбов Хаджиев е български футболист, защитник, национален състезател на България.

## Кариера
Роден е в Гоце Делчев на 22 септември 1991 година, но израства в село Жижево.
Кариерата си започва в школата на Родопа Смолян, а през 2008 година подписва с немския Ватеншилд 09, където играе само втората част на U-19 Fußball-Bundesliga, тъй като през юли 2009 подписва с Шалке 04. През лятото на 2010 Хаджиев напуска Шалке 04 и се връща в България, където играе за Пирин (Гоце Делчев).